# Landesregierung Kristian Djurhuus III

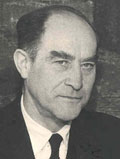
Kristian Djurhuus

Die dritte Landesregierung mit Kristian Djurhuus als Ministerpräsident an der Spitze war die siebte Regierung der Färöer nach Erlangung der Selbstverwaltung durch das färöische Autonomiegesetz (heimastýrislógin) vom März 1948. 

## Regierung
Die Regierung bestand vom 19. November 1968 bis 12. Dezember 1970.
Es war eine Dreierkoalition bestehend aus Sambandsflokkurin, Javnaðarflokkurin und Sjálvstýrisflokkurin.
Kristian Djurhuus vom Sambandsflokkurin führte als Ministerpräsident die Regierung an.
Dazu war er noch für Auswärtiges, Finanzen u. Landwirtschaft zuständig.
Jacob Lindenskov vom Javnaðarflokkurin war stellvertretender Ministerpräsident sowie Minister für Gesundheit, Soziales und Industrie.
Villi Sorensen vom Javnaðarflokkurin war Minister für Verkehr und Fischerei und Sámal Petersen vom Sjálvstýrisflokkurin Minister für Kommunales, Kultur und Bildung.
Als Villi Sorensen am 1. Januar 1970 starb, übernahm Atli Dam vom Javnaðarflokkurin im März 1970 seine Aufgaben.

## Mitglieder
Mitglieder der Landesregierung Kristian Djurhuus III vom 19. November 1968 bis 12. Dezember 1970:
| Aufgabenbereich                                                      | Minister                                      | Minister | Partei |
| -------------------------------------------------------------------- | --------------------------------------------- | -------- | ------ |
| Ministerpräsident (Løgmaður) Auswärtiges, Finanzen u. Landwirtschaft | Kristian Djurhuus                             |          | B      |
| Stellvertr. Ministerpräsident Gesundheit, Soziales u. Industrie      | Jacob Lindenskov                              |          | C      |
| Verkehr und Fischerei                                                | Villi Sørensen (19. Nov. 1968 – 1. Jan. 1970) |          | C      |
|                                                                      | Atli Dam (9. März 1970 – 11. Dez. 1970)       |          | C      |
| Kommunales, Kultur und Bildung                                       | Sámal Petersen                                |          | D      |